# Amaxia theon
Amaxia theon är en fjärilsart som beskrevs av Druce 1900. Amaxia theon ingår i släktet Amaxia och familjen björnspinnare. Inga underarter finns listade i Catalogue of Life.